# 全国料理業生活衛生同業組合連合会
全国料理業生活衛生同業組合連合会（ぜんこくりょうりぎょうせいかつえいせいどうぎょうくみあいれんごうかい・全料連）は、全国29都道府県に存在する料理業生活衛生同業組合の全国組織。

## 沿革
1957年（昭和32年）6月、「環境衛生関係営業の運営の適正化に関する法律」が施行された。
同法に基づき、都道府県ごとの組合の中央連合体として、1967年（昭和42年）に厚生大臣（現・厚生労働大臣）より認可された団体である。

## 概要
料亭が加盟する組合。各都道府県の会員数の総計は3500を超える料理業界としては最大の団体である。同様の団体として、全国芽生会連合会がある。